# Boulvar Rokossovskogo (métro de Moscou)
Boulvar Rokossovskogo (en russe : Бульва́р Рокоссо́вского), est une station de la ligne Sokolnitcheskaïa (ligne 1 rouge) du métro de Moscou, située sur le territoire du raïon Bogorodskoïe dans le district administratif est de la ville de Moscou.
Elle est mise en service en 1990, lors de l'ouverture du prolongement nord-est de la ligne 1 du métro. Dénommée à l'origine Oulitsa Podbelskogo (У́лица Подбе́льского) elle est renommée Boulvar Rokossovskogo en 2014.
La station est ouverte tous les jours aux heures de circulation du métro.

## Situation sur le réseau
Établie en souterrain, à 8 mètres sous le niveau du sol, la station Boulvar Rokossovskogo, terminus nord-est, est située au point 115+38 de la ligne Sokolnitcheskaïa (ligne 1 rouge), avant la station  Tcherkizovskaïa (en direction de Salarievo).
Au-delà de la station il y a plusieurs voies de garage et entre les stations Boulvar Rokossovskogo et Tcherkizovskaïa un embranchement, uniquement avec la voie utilisée par les rames allant vers le sud, permet de rejoindre le dépôt no 13 à partir de Boulvar Rokossovskogo et de le quitter pour Tcherkizovskaïa.

## Histoire
La station « Rue Podbelski » (en russe : У́лица Подбе́льского, Oulitsa Podbelskogo), est mise en service le 1er août 1990, lors de l'ouverture à l'exploitation du prolongement nord-est de la ligne 1, depuis la station Preobrajenskaïa plochtchad.
La station, peu profonde, a été conçue par les ingénieurs A. Krivenko, Nikolaï Levine, T. A. Jarova et les architectes Nina Alechina et N. K. Samoïlova. Les murs verticaux sont recouverts d'aluminium à dominante dorée avec des motifs géométriques. Le quai central dispose à droite et à gauche d'une série de 26 piliers en béton armé recouverts de marbre blanc.

Architecture de la station
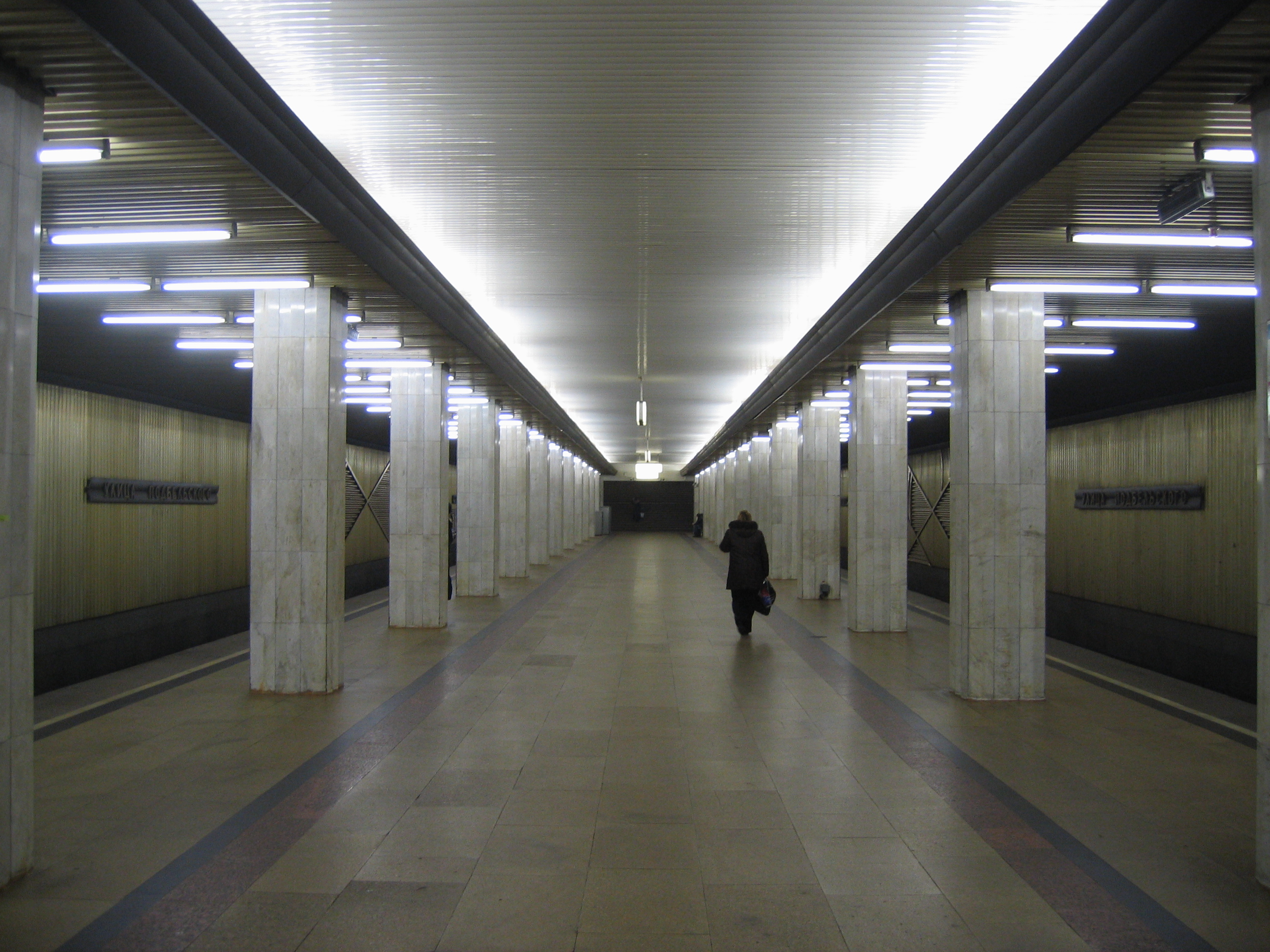
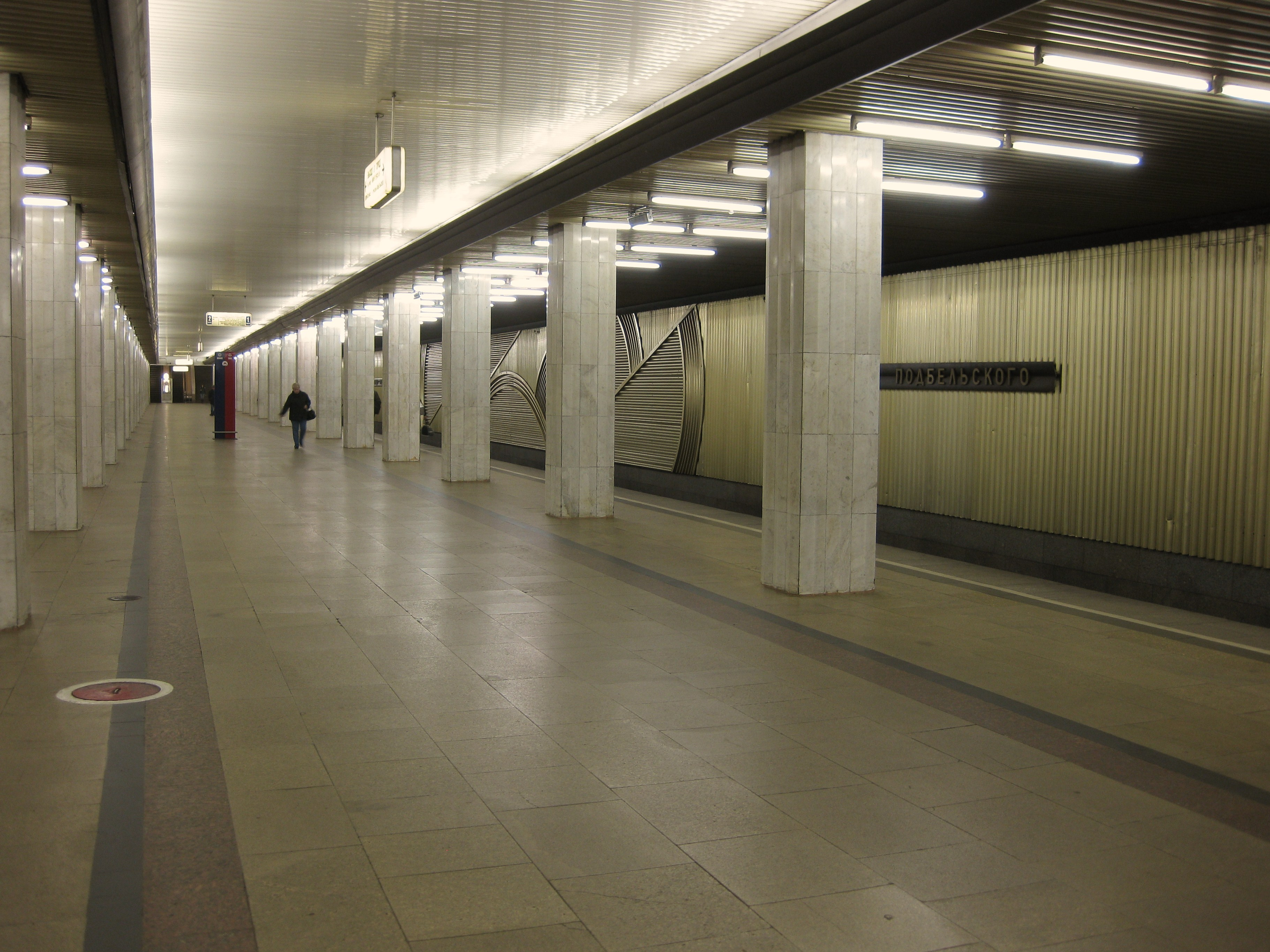

Le 8 juillet 2014 la station est renommée « Boulevard Rokossovski » (en russe : Бульвар Рокоссовского, Boulvar Rokossovskogo) par une décision de la ville de Moscou et de son maire Sergueï Sobianine. Ce nom est un hommage au maréchal soviétique Constantin Rokossovski, qui s'est distingué pendant la Seconde Guerre mondiale.

## Services aux voyageurs

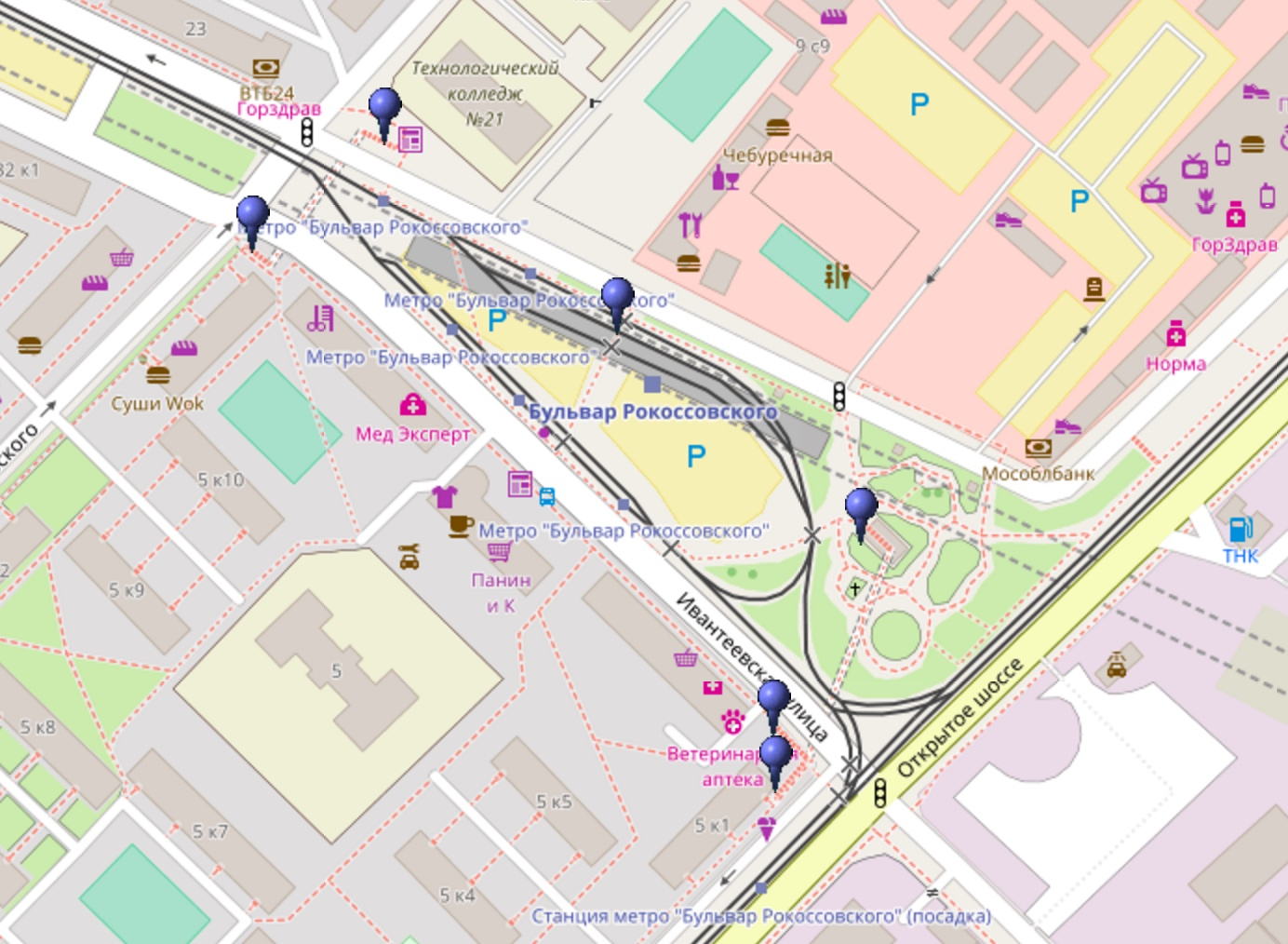
Plan de situation de la station et de ses bouches.

### Accès et accueil
La station dispose de cinq bouches, avec des escaliers, dont une couverte, deux sont situées au nord et trois au sud permettent d'accéder au halls nord ou sud. Le guichet est situé dans le hall sud et il y a des automates et des tourniquets dans chacun des halls. Des escaliers permettent de rejoindre le quai central,.
| Bouche | voie                | coordonnées                  |
| ------ | ------------------- | ---------------------------- |
| Nord   | 25 Ивантеевская ул. | 55° 48′ 55″ N, 37° 43′ 58″ E |
| Nord   | Ивантеевская ул.    | 55° 48′ 54″ N, 37° 43′ 56″ E |
| Sud    | Ивантеевская ул.    | 55° 48′ 51″ N, 37° 44′ 08″ E |
| Sud    | Ивантеевская ул.    | 55° 48′ 48″ N, 37° 44′ 07″ E |
| Sud    | 5 Открытое ш.       | 55° 48′ 48″ N, 37° 44′ 07″ E |

### Desserte
Boulvar Rokossovskogo est desservie par les rames qui circulent sur la ligne. Elle est ouverte chaque jour entre 5 h 35 et 1 h 3 (environ).

Installations et desserte
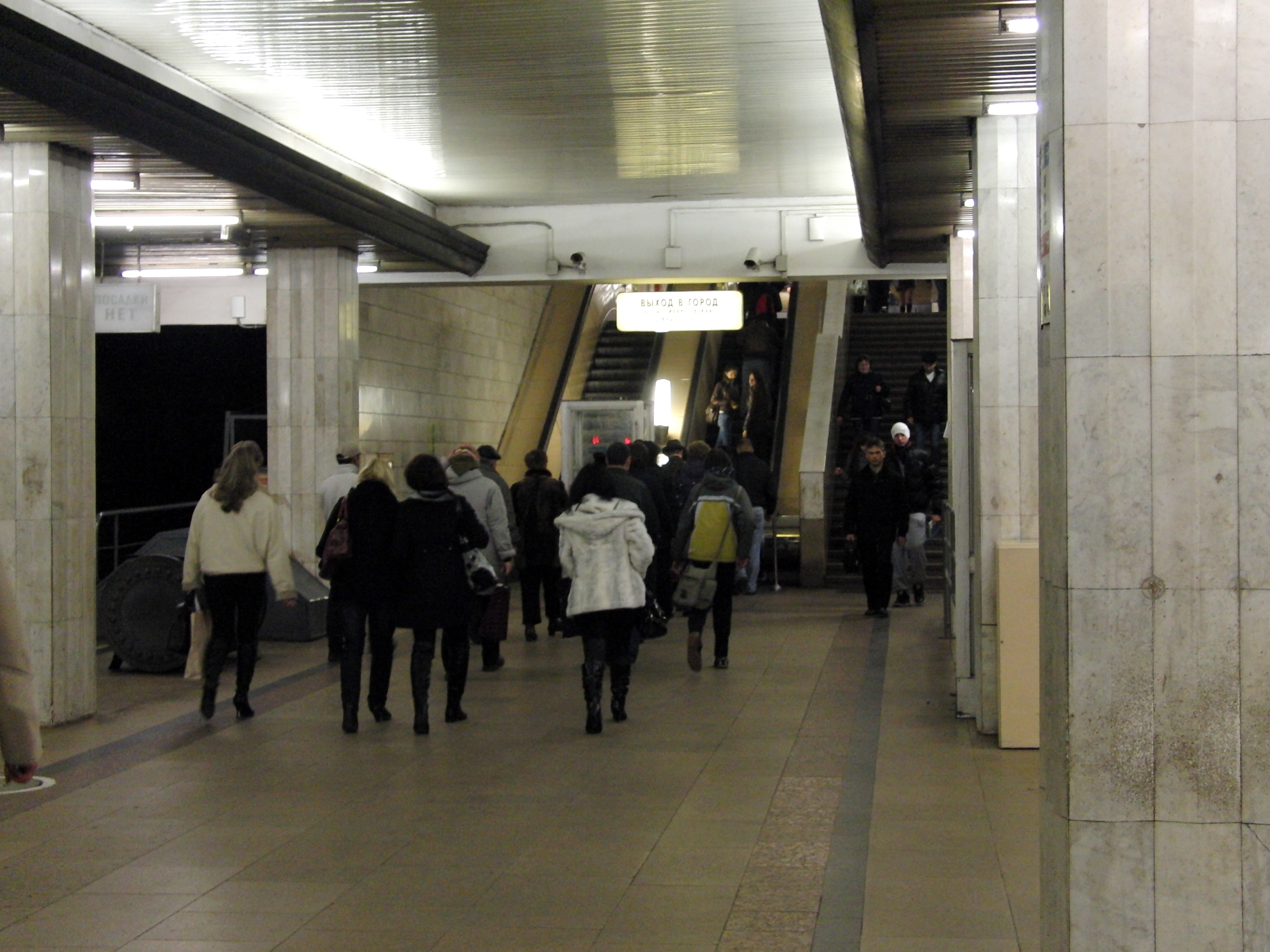
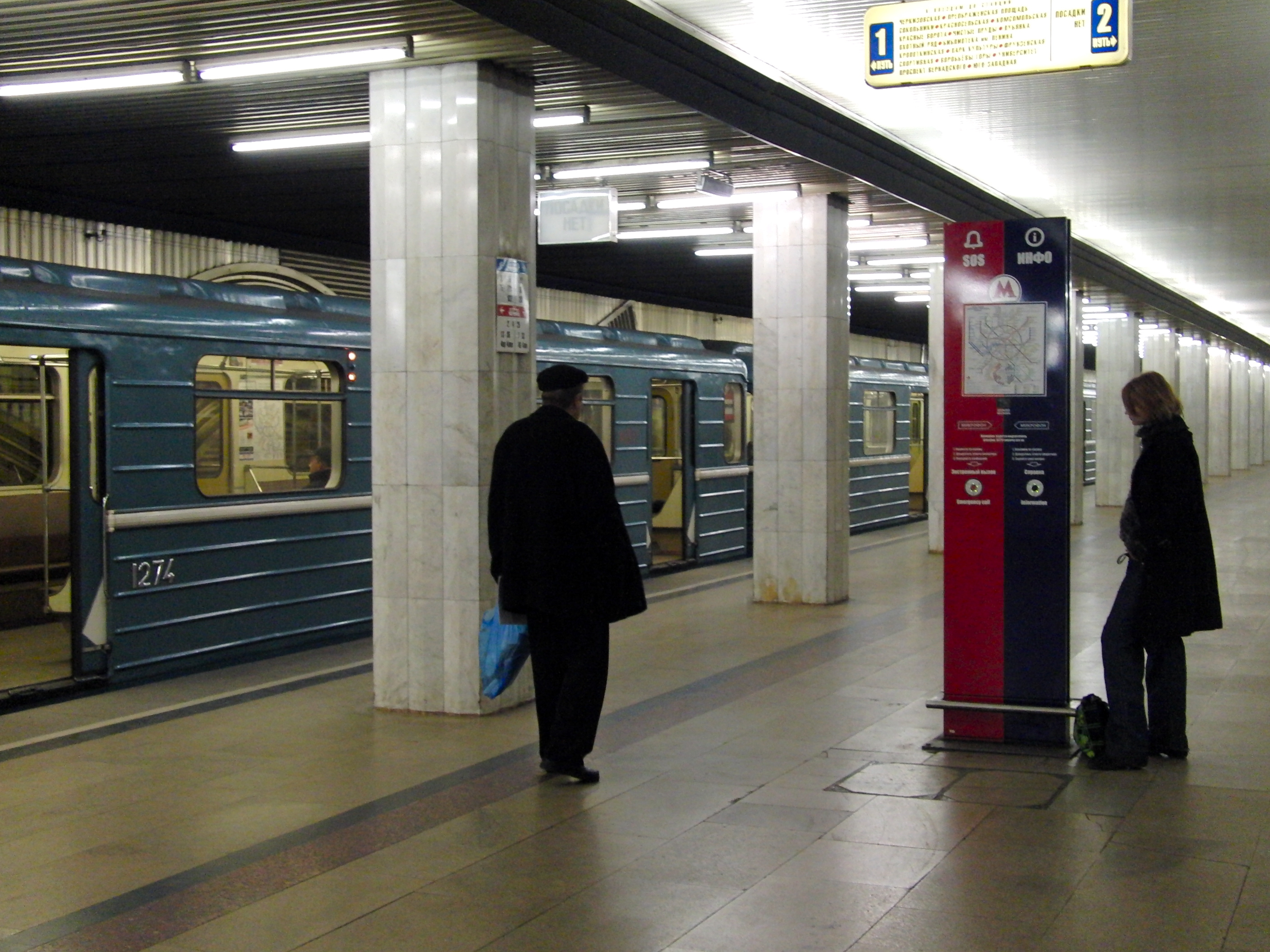
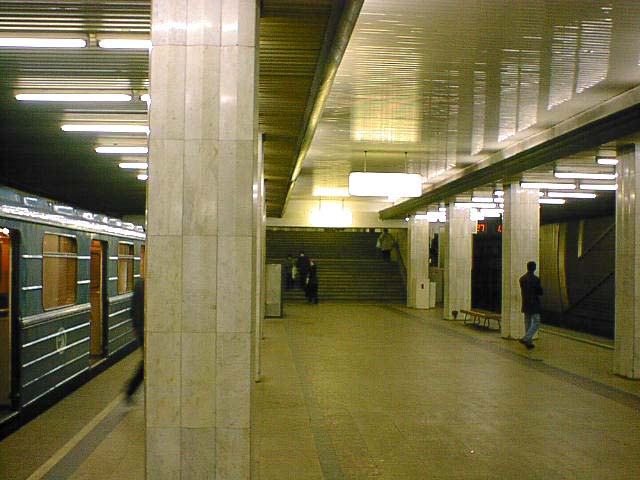

### Intermodalité
À proximité de la station des arrêts sont desservis par des tramways des lignes 2, 4пр, 4л, 7, 13, 29, 33, 36 et 46, et des bus des lignes 3, 75, 80, 86, 265, 775 et 822.

Environnement de la station
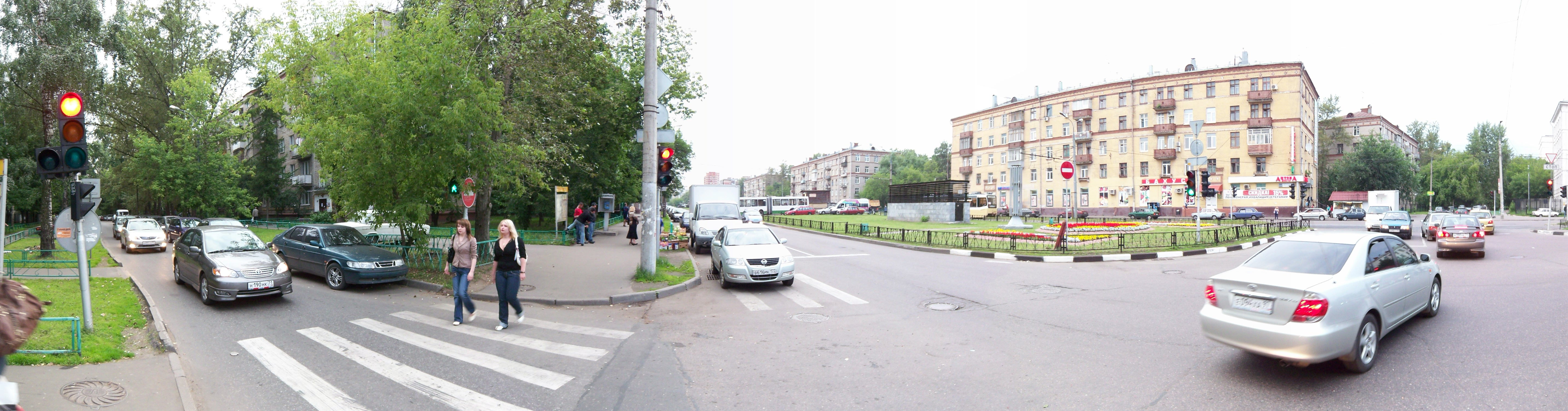
Vue depuis l'une des bouches nord.
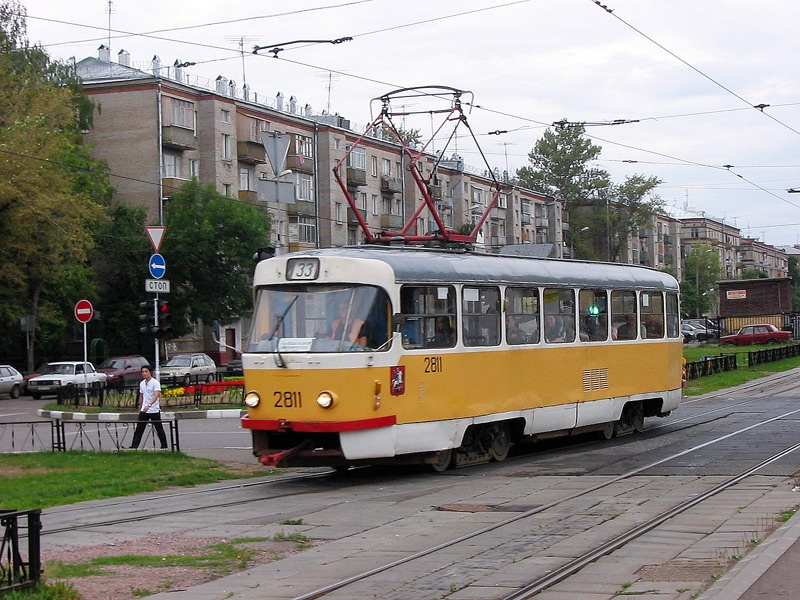
Tram 33.